# 13126 Calbuco
13126 Calbuco è un asteroide della fascia principale. Scoperto nel 1994, presenta un'orbita caratterizzata da un semiasse maggiore pari a 2,5217170 UA e da un'eccentricità di 0,0750694, inclinata di 2,25336° rispetto all'eclittica.